# Chía (Cundinamarca)
Pour les articles homonymes, voir Chía.
Chía est une municipalité du département de Cundinamarca en Colombie.